# Зильц (Тироль)
Зильц (нем. Silz) — коммуна в Австрии, в федеральной земле Тироль.
Входит в состав округа Имст. Площадь общины составляет 65,67 км², население — 2570 человек (1 января 2021), плотность населения — 39 чел./км². Официальный код — 70 219.

## Население
| Год  | Численность |
| ---- | ----------- |
| 1869 | 1237        |
| 1889 | 1271        |
| 1890 | 1169        |
| 1900 | 1206        |
| 1910 | 1240        |
| 1923 | 1212        |
| 1934 | 1409        |
| 1939 | 1341        |
| 1951 | 1520        |
| 1961 | 1782        |
| 1971 | 2036        |
| 1981 | 2080        |
| 1991 | 2245        |
| 2001 | 2373        |
| 2011 | 2478        |
| 2021 | 2570        |

## Политическая ситуация
Бургомистр коммуны — Херман Фёгер по результатам выборов 2004 года.
Совет представителей коммуны (нем. Gemeinderat) состоит из 13 мест.